# Beverly Hills 90210 (sæson 5)
Sæson 5 af Beverly Hills 90210, en amerikansk teenage drama tv-serie  begyndte den 7. september 1994. Sæsonen sluttede den 24. maj 1995 efter 32 episoder.
Sæsonen blev udgivet på DVD som en otte-disk box sæt under titlen Beverly Hills 90210: The Fifth Season den 29. juli 2009 af CBS DVD.

## Medvirkende
| Skuespiller            | Rolle            | Bemærkninger                                                          |
| ---------------------- | ---------------- | --------------------------------------------------------------------- |
| Jason Priestly         | Brandon Walsh    |                                                                       |
| Jennie Garth           | Kelly Taylor     |                                                                       |
| Ian Ziering            | Steve Sanders    |                                                                       |
| Gabrielle Carteris     | Andrea Zuckerman | Dette er den sidste sæson for Gabrielle Carteris som Andrea Zuckerman |
| Luke Perry             | Dylan McKay      |                                                                       |
| Brian Austin Green     | David Silver     |                                                                       |
| Tori Spelling          | Donna Martin     |                                                                       |
| Mark Damon Espinoza    | Jesse Vasquez    | Dette er sidste sæson for Mark Damon Espinoza som Jesse Vasquez       |
| Tiffani-Amber Thiessen | Valerie Malone   | Dette er Tiffani-Amber Thiessens første sæson som Valerie Malone      |
| Carol Potter           | Cindy Walsh      | Dette er sidste sæson Carol Potter som Cindy Walsh og                 |
| James Eckhouse         | Jim Walsh        | Dette er sidste sæson for James Eckhouse som Jim Walsh.               |

### Andre medvirkende
| Skuespiller        | Rolle         |
| ------------------ | ------------- |
| Joe E. Tata        | Nat Bussichio |
| Ann Gillespie      | Jackie Taylor |
| Kathleen Robertson | Clare Arnold  |
| Jamie Walters      | Ray Pruit     |

## Episoder
| Episode i sæson | Episode i serien | Originalt episodenavn                                | Dansk episodenavn                                    | Handling | Dato for amerikansk TV-præmiere | Instrueret af       | Skrevet af                                                                                     |
| --------------- | ---------------- | ---------------------------------------------------- | ---------------------------------------------------- | --- | ------------------------------- | ------------------- | ---------------------------------------------------------------------------------------------- |
| 1. afsnit       | 113. afsnit      | What I Did on My Summer Vacation and Other Stories   | Hvad jeg lavede i min sommerferie og andre historier | Efter at have nydt en vellykket sommer i London, beslutter Brenda at bo i England og forfølge teater-karriere. Med hendes værelse ledig, accepterer Walsh familien at tage Valerie Malone, en datter af en ven af familien, til sig. Kelly og Brandon gør deres forhold offentligt. | 7. september 1994               | Michael Lange       | Charles Rosin & Larry Mollin                                                                   |
| 2. afsnit       | 114. afsnit      | Under the Influence                                  | Under indflydelse                                    | Brandon og Kelly fortsætter med at skjule deres forhold fra Dylan, men sandheden er altid forpligtet til at komme ud på en eller anden måde. Donna planlægger at tage semestret fri, for at deltage i en debutant bal, men genovervejer sin beslutning, da hun indser, hvor racistiske sagen i virkeligheden er. | 14. september 1994              | Scott Paulin        | Chip Johannessen                                                                               |
| 3. afsnit       | 115. afsnit      | A Clean Slate                                        | Vasker tavlen ren                                    | Valerie graver kløerne i Dylan, der er chokeret over at finde ud af at hun er det nyeste medlem af Casa Walsh. | 21. september 1994              | Bethany Rooney      | Richard Gollance                                                                               |
| 4. afsnit       | 116. afsnit      | Life After Death                                     | Livet efter døden                                    | Donna møder endelig en mand, der for hende til at glemme David. | 28. september 1994              | James Whitmore, Jr. | Jessica Klein & Steve Wasserman                                                                |
| 5. afsnit       | 117. afsnit      | Rave On                                              | Til rave                                             | Hvor der er røg, er der ild i Kellys mening ... i det mindste når Valerie er berørt. Steve arrangerer en to-aftens fest på Peach Pit, og Dylan er spottes til at indkasserer nogle penge, at han ikke burde have. Andrea spioner Jesse, der flirte på jobbet. | 5. oktober 1994                 | David Semel         | Larry Mollin                                                                                   |
| 6. afsnit       | 118. afsnit      | Homecoming                                           | Hjemkomst                                            | Formanden for Selanesia besøger Californien Universitet for at modtage behandling af kræft, men hans tilstedeværelse sætter en heftig debat blandt de studerende, da det bliver afsløret, at han beordrede tortur og henrettelse af tusindvis af sine egne folk. | 12. oktober 1994                | Gilbert M. Shilton  | Meredith Stiehm                                                                                |
| 7. afsnit       | 119. afsnit      | Who's Zoomin' Who?                                   | Hvem er sammen med hvem?                             | Da brandmajoren lukker After Dark for at overtræde After Darks kapacitet, foreslår Steve at købe grunden ved siden af. Desværre er Dylan flad, og den eneste, der kender til det er Valerie. David og Clare befinder sig i en bindende situation, og Donna fortsætter med at jonglere mellem både Griffin og Ray. | 19. oktober 1994                | Gabrielle Beaumont  | Karen Rosin                                                                                    |
| 8. afsnit       | 120. afsnit      | Things That Go Bang in the Night                     | Ting, der siger bang i natten                        | Dylans desperation bliver indlysende for alle, da han tager sin pistol og skyder i sin stue. For at gøre tingene værre, et bekendtskab fra spillehallen introducerer ham til narkotika. | 26. oktober 1994                | Jason Priestley     | Chip Johannessen                                                                               |
| 9. afsnit       | 121. afsnit      | Intervention                                         | Indgriben                                            | Dylan nærmeste venner iscenesætte en indgriben ved Casa Walsh, hvor de beder ham om at komme på afvænning. Kellys modelkarriere tager en opadgående drejning, da hun bliver tilbudt muligheden som millioner af piger kun drømmer om: muligheden for at blive vist på forsiden af en national modemagasin. | 2. november 1994                | Daniel Attias       | Jessica Klein & Steve Wasserman                                                                |
| 10. afsnit      | 122. afsnit      | The Dreams of Dylan McKay                            | Dylan McKays drømme                                  | Imens Dylan ligger i koma kæmper for sit liv, oplever han en række bizarre drømme, der involverer Erica, hans pusher og hans døde far. I mellemtiden er Steve irriteret, da hans far insinuerer sig ind i KEG-husets fodboldkampe. | 9. november 1994                | Scott Paulin        | Charles Rosin                                                                                  |
| 11. afsnit      | 123. afsnit      | Hate Is Just a Four-Letter Word                      | "Hade" er kun et 4-stavelses ord                     | Campus bryder ud i kontroverser, da en anklaget anti-semit er bedt om at give et foredrag på skolen. Brandon befinder sig fanget midt i det kaos, da hans politiske valg kommer i direkte konflikt med hans personlige etik. Donna planlægger en fødselsdag-overraskelse for Ray. | 16. november 1994               | Les Landau          | Talespil: Charles Rosin Historie: Richard Gollance                                             |
| 12. afsnit      | 124. afsnit      | Rock of Ages (a.k.a. The Voodoo That You Do So Well) | Rock-alderen                                         | Brandon er tvunget til at forsvare sin præsidentposition, da hans tidligere modstander, Alex, opfordrer til en høring for at afgøre gyldigheden af hans position. Hele banden tager til en Rolling Stones koncert, og Dylan tager et skridt fremad i hans genoptræning. | 23. november 1994               | David Semel         | Larry Mollin                                                                                   |
| 13. afsnit      | 125. afsnit      | Up in Flames                                         | Op i flammer                                         | Emily Valentine vender tilbage til Beverly Hills i håb om at blive genforenet med Brandon, og selv hans hengivenhed til Kelly kan ikke lægge en dæmper på de gnister, der stadig brænder i mellem dem. En ulovlig rave i et forladt hus fører til en fyrig steppebrand, der kunne ødelægge mere end et liv på California University. | 30. november 1994               | Gilbert M. Shilton  | Meredith Stiehm                                                                                |
| 14. afsnit      | 126. afsnit      | Injustice for All                                    | Uretfærdighed for alle                               | Domstolene træffer afgørelse om en straf for Steve, hvis ulovlige rave resulterede i den brand, der næsten tog to liv. Kelly slap med sit liv, men hendes skader kan have permanent vansiret hendes ansigt. Dylan vender hjem fra rehab for at finde et foruroligende brev fra Erica ... | 14. december 1994               | Michael Lange       | Karen Rosin                                                                                    |
| 15. afsnit      | 127. afsnit      | Christmas Comes This Time Each Year                  | Julen kommer hvert år på denne tid                   | Efter at have læst Ericas bøn om hjælp, springer Dylan til handling, og hyrer en privatdetektiv til at hjælpe ham opspore hendes kidnappere. Felice griber ind i Donna og Rays forhold, og Kelly bekymret for, at hendes ar vil afskrække Brandon. | 21. december 1994               | Richard Lang        | Teleplay: Max Eisenberg Story: Steve Wasserman & Jessica Klein                                 |
| 16. afsnit      | 128. afsnit      | Sentenced to Life                                    | Dømt til livet                                       | Mens han arbejdeder fra hans samfundstjeneste møder Steve et offer for Alzheimers sygdom, hvis livshistorie inspirerer Steve til at gøre mest muligt ud af sit eget. I mellemtiden er Ray tilbudt chancen for at spille på scenen. | 4 januar 1995                   | Jack Bender         | Teleplay: Jessica Klein & Steve Wasserman Story: Ian Ziering , Jessica Klein & Steve Wasserman |
| 17. afsnit      | 129. afsnit      | Sweating It Out                                      | Sved det ud                                          | En motorcykeltur fører Brandon og Dylan til en gammel indiansk ceremoni, hvor de to venner lærer værdifulde lektioner. I mellemtiden bliver Valerie interesseret i Ray. | 11. januar 1995                 | Jason Priestley     | Chip Johannessen                                                                               |
| 18. afsnit      | 130. afsnit      | Hazardous to Your Health                             | Farligt for dit helbred                              | Dylan og Valerie flyver til Mexico, hvor de håber at redde Erica og genvinde Dylans arv. Kelly bliver dybt involveret i professor Finleys organisation, hvilket fører til en splittelse i hendes forhold til Brandon. | 18. januar 1995                 | James Whitmore, Jr. | Larry Mollin                                                                                   |
| 19. afsnit      | 131. afsnit      | Little Monsters                                      | Små monstre                                          | Kelly tager afstand fra alle, der betyder noget for hende, men Finleys indflydelse på hende vokser sig stærkere. Ariel er tilbage i Donnas liv, da hun tilbyder Ray en pladekontrakt. | 1. februar 1995                 | James Eckhouse      | Meredith Stiehm                                                                                |
| 20. afsnit      | 132. afsnit      | You Gotta Have Heart                                 | Du må have hjertet                                   | Brandon og Kellys problemer i forholdet kommer til et endeligt i Finleys nye hovedkvarter, og et sønderknust Brandon får en usandsynlig kilde til hjælp. Da Donna nægter at sove med Ray, får hans indestængte frustrationer ham til Valeries hotelværelse. | 8. februar 1995                 | Gilbert M. Shilton  | Max Eisenberg                                                                                  |
| 21. afsnit      | 133. afsnit      | Stormy Weather                                       | Stormvejr                                            | Brandon søger Dylans hjælp til både at gøre op med professor Finleys kultagtige organisation og til at blive genforenet med hans kæreste, men når det kommer til Kelly alle væddemål udelukket. Ray forsøger at skære bånd med Valerie. | 15. februar 1995                | Bethany Rooney      | Teleplay: Lana Freistat Melman Story: Larry Mollin                                             |
| 22. afsnit      | 134. afsnit      | Alone at the Top                                     | Alene på toppen                                      | Da den nye ejer af After Dark, Valerie, hendes nyfundne magt til at tvinge Ray til at fortsætte deres affære. Men Ray har aldrig været en der følge ordrer ... I mellemtiden har en voldtægt forårsaget en masse panik på campus. | 22. februar 1995                | Victor Lobl         | Steve Wasserman & Jessica Klein                                                                |
| 23. afsnit      | 135. afsnit      | Love Hurts                                           | Kærlighed smerter                                    | på campus er der et ramaskrig, da den påstået voldtægtsmand bliver løsladt. På trods af hans alibi, er de studerende sikre på, at Lenny er ansvarlig for voldtægten på campus. Og mens alle er fikseret på Lenny, er den virkelige voldtægtsforbryder i perfekt stand til at slå til igen. | 1. marts 1995                   | Gilbert M. Shilton  | Teleplay: Ken Stringer Historie: Larry Mollin                                                  |
| 24. afsnit      | 136. afsnit      | Unreal World                                         | Uvirkelig verden                                     | En dokumentarfilm om en klasse afslører intime hemmeligheder om banden og truer med at rive nogle par fra hinanden. Jesse bekender sig til Andrea. | 15. marts 1995                  | David Semel         | Teleplay: Meredith Stiehm Historie: Larry Mollin                                               |
| 25. afsnit      | 137. afsnit      | Double Jeopardy                                      | Dobbel Jeopardy                                      | Brandon, Clare, og Andrea kappes om en plads på kollegiet Jeopardy! men kun én kan vinde. Jesse flytter ud af han og Andrea lejlighed. | 29. marts 1995                  | Richard Lang        | Christine Elise McCarthy & Sam Sarkar                                                          |
| 26. afsnit      | 138. afsnit      | A Song for My Mother                                 | En sang for min mor                                  | Ray er utilfreds med, at David er kommet til Portland. David får panik, da han opdager, at hans mor er blevet fyret. Hun bor ikke længere på sin sidste kendte adresse, og har ikke indløst sit underholdsbidrag i flere måneder. Han vender sig til Donna for at få hjælp, og Ray opfører sig som en total idiot. David og Donna kan ikke finde Sheila på nogen af hendes foretrukne tilholdssteder, og finder ud af at hun for nylig blev anholdt. | 5. april 1995                   | Chip Chalmers       | Max Eisenberg                                                                                  |
| 27. afsnit      | 139. afsnit      | Squash It                                            | Squash det                                           | Steve og David organisere en hip-hop aften i klubben. David spørger Willie's nevø Juwan, en talentfuld DJ, om at slutte sig til ham på scenen. Steve bakker ud af begivenheden, fordi han er nervøs for Juwans straffeattest. Valerie forsøger at undvige en australsk metalband, der hævder at være blevet reserveret. | 12. april 1995                  | Les Landau          | Teleplay: Phil Savath Story: Larry Mollin                                                      |
| 28. afsnit      | 140. afsnit      | Girls On The Side                                    | Piger på siden                                       | Kelly bliver deprimeret efter at have lavet forsiden af Seventeen, da hun frygter, at hun aldrig vil genvinde sin tidligere udseende. Steve og Jackie forsøge at overtale hende til at fortsætte hendes modelkarriere. Kelly har et tilfældigt møde med Allisons kæreste Dana. Kelly forsøger at besøge Allison i ildcenteret, men hun nægter at se hende. Kelly taler til Danas nye kæreste, der afslører, at Allison har dumpet Dana, fordi hun er forelsket i Kelly. Ray vender tilbage til byen, og LuAnn får drukket før sin første præstation. David og Clare følger hende hjem, og hun snakker om Rays affære med Valerie. David og Clare konfrontere dem, men vælger ikke at fortælle det til Donna. Jesse bliver tilbudt et job som ekspedient i Boise. Andrea tilbyder hendes støtte, selv om hun er mindre end begejstret for flytningen. | 3. maj 1995                     | Victor Lobl         | Meredith Stiehm                                                                                |
| 29. afsnit      | 141. afsnit      | The Real McCoy                                       | Den rigtige McCoy                                    | Under hypnose, mindes Dylan et tidligere liv som revolvermand i det vilde vesten. Han anerkender Kelly som den kvinde, der overbeviste ham til at ændre hans levemåder og bliver en familiemand. Han hjælper med at redde en kærlighed fra fortiden fra at blive hængt og blev skudt ned af sønnen af en af sine ofre. Dylan konkluderer, at Kelly er hans soulmate. Han dukker op på hendes dørtrin, da hun vender tilbage fra en rejse til New York, og de deler en passioneret kys. | 10. maj 1995                    | Jason Priestley     | Teleplay: Charles Rosin Story: Larry Mollin & Charles Rosin                                    |
| 30. afsnit      | 142. afsnit      | Hello Life, Goodbye Beverly Hills                    | Goddag liv, farvel Beverly Hills                     | Dylan spørger Kelly om at slutte sig til ham på en tur rundt om i verden. Valerie ser billetterne i Kellys værelse og fortæller det til Brandon. Brandon giver et ægteskabs-forslag, og Kelly beder om tid til at tænke over tingene. Til sidst afviser hun begge mænd og proklamerer at hun vælger sig selv. Andrea og Jesse forbereder deres flytning til Connecticut. Kliken overrasker hende ved at organisere en picnic frokost på West Beverly High (Brandon og Dylan deltager ikke da de stadig venter på Kelly beslutning). Alle møder Andrea og Jesse på Peach Pit en sidste gang til at sige farvel. Jim får tilbudt et job i Hong Kong. Han og Cindy beslutter at flytte til Hong Kong. | 17. maj 1995                    | James Whitmore, Jr. | Jessica Klein & Steve Wasserman                                                                |
| 31. afsnit      | 143. afsnit      | P.S. I Love You (1)                                  | P.S. Jeg elsker dig (1)                              | Jim og Cindy tager til Hong Kong. Kelly ønsker at fortsætte sit forhold til Brandon, men han kan ikke komme over det afviste frieri. Brandon og Valerie beslutter at tage til Palm Springs for at undgå potentielle købere der vil købe huset. Brandon går på en druktur og finder sig fristet af Valerie. Han har en hallucination, hvor hans forældre dukker op og udtrykker deres skuffelse. David og Clare se dem sammen og får et forkerte indtryk. Allison indrømmer hendes kærlighed overfor Kelly, der ikke er interesseret. Dylan har planer om at besøge sin mor. | 24. maj 1995                    | Victor Lobl         | Larry Mollin & Chip Johannessen                                                                |
| 32. afsnit      | 140. afsnit      | P.S. I Love You (2)                                  | P.S. Jeg elsker dig (2)                              | avid fortæller Brandon om Kelly og Allison. Brandon planlægger at give efter for Valerie. | 24. maj 1995                    | Victor Lobl         | Larry Mollin & Chip Johannessen                                                                |